# Jormundgand
A nu se confunda cu Jormungand.
Jormundgand este albumul de debut al formației Helheim. Varianta pe disc vinil are o copertă diferită și nu include piesa bonus; de asemenea ordinea pieselor e diferită.
În 2006 și 2011 a fost relansat de casa de discuri Dark Essence Records.

## Lista pieselor
1. „Jormundgand” (Jormungand) - 07:47
2. „Vigrids vård” (Spiritul câmpului Vigrid) - 08:14
3. „Nidr ok nordr liggr Helvegr” (În jos și în nord e Helheim) - 04:28
4. „Gravlagt i Eljudne” (Îngropat în Eljudnir) - 08:45
5. „Svart visdom” (Înțelepciune neagră) - 09:06
6. „Jotnevandring” (Jotun-ul hoinar) - 02:26
7. „Nattravnens tokt” (Raidul corbului nocturn) - 05:10
8. „Galder”[4] - 03:15

## Personal
- V'gandr - vocal, chitară bas
- H'grimnir - vocal, chitară
- Hrymr - baterie, sintetizator
- Mailin - vocal (sesiune)